# Nomada mutabilis
Nomada mutabilis là một loài Hymenoptera trong họ Apidae. Loài này được Morawitz mô tả khoa học năm 1870.